# 271

## Esdeveniments
- Imperi Romà: L'emperador Lluci Domici Aurelià ordena abandonar la Dàcia per ser indefensable davant dels gots.
- Imperi de les Gàl·lies: Després de l'assassinat de Victorí i del seu fill Victorí el Jove, el tron recau en el seu parent Tètric I.
- Imperi Sassànida: Bahram I succeeix el seu germà Ormazd I en el tron sassànida.

## Necrològiques
- Colònia, Imperi de les Gàl·lies: Victorí, emperador, assassinat.
- Imperi Sassànida: Ormazd I, tercer rei de reis de la dinastia sassànida.